# Wyeomyia galvaoi
Wyeomyia galvaoi is een muggensoort uit de familie van de steekmuggen (Culicidae). De wetenschappelijke naam van de soort is voor het eerst geldig gepubliceerd in 1956 door Correa & Ramalho.